# Список умерших в 727 году

## Май
- 30 мая — Губерт Льежский, епископ Маастрихта и Льежа (705—727), сын Бертрана, герцога Аквитанского, традиционно почитается как покровитель охотников.

## Дата смерти неизвестна или требует уточнения
- Исин, китайский астроном, математик, инженер и буддийский монах.
- Лайдкнен мак Кон Мелла, король Уи Хеннселайг (Южного Лейнстера) (717/724—727).
- Мурхад мак Брайн, король Лейнстера (715—727).
- Павел, экзарх Равенны (726—727).
- Фридесвида, аббатиса собственного монастыря в Оксфорде, святая в католической, англиканской и православной церквях.
- Этельбурга Уэссекская, королева Уэссекса; католическая святая.